# Chascanopsetta prognatha
Chascanopsetta prognatha är en fiskart som beskrevs av Norman, 1939. Chascanopsetta prognatha ingår i släktet Chascanopsetta och familjen tungevarsfiskar. Inga underarter finns listade i Catalogue of Life.